# Sinjar (pel·lícula de 2018)
Sinjar és una pel·lícula de drama històric de 2018, escrita i dirigida per Sandeep Pampally, i interpretada per Srindaa, Mythili, Musthafa i Sethu Lakshmi, entre d'altres. La pel·lícula no s'ha doblat ni s'ha subtitulat al català.
La pel·lícula va guanyar el premi al Millor llargmetratge en jasari i el premi Indira Gandhi a la millor pel·lícula de debut d'un director de la 65a edició dels Premis del Cinema Nacional de l'Índia, que es van atorgar a Nova Delhi el 13 d'abril de 2018. Va ser la primera pel·lícula de la història feta íntegrament en jasari, dialecte de la llengua malaiàlam, parlat a l'arxipèlag de Lakshadweep, al sud-oest de l'Índia.

## Argument
La narració gira al voltant d'Ansar, un pescador de Karavatti, la seva germana Suhara i la seva promesa Fida. Tanmateix, no la porta a casa seva perquè, segons el seu costum, només es pot fer després del casament. La trama va més enllà quan el gihadisme internacional impacta sobre la vida d'aquest illenc. La pel·lícula comença amb el rescat de Suhara i Fida per part del Ministeri d'Afers exteriors, després que Estat Islàmic les hagués segrestat del seu lloc de treball en terra estrangera. Posteriorment, són dutes a l'arxipèlag de Lakshadweep amb moltes altres dones que havien marxat a l'estranger a la cerca de feina. És només més tard, a través dels mitjans de comunicació, que Ansar s'assabenta que les dones rescatades van ser brutalment violades per militants d'Estat Islàmic. A partir d'aleshores, Ansar comença a tenir dubtes sobre Fida i es pregunta si també va ser víctima d'aquest crim. Per sortir de dubtes decideix preguntar-li i sortir de dubtes, però mentre li qüestiona cau inconscient i descobreix que està embarassada. Conseqüència d'això, Ansar decideix trencar amb ella abans del casament. En aquest diorama, Suhara revela que també va ser víctima de violació. En aquest cas, Ansar prendrà una decisió similar a la presa amb Suhara? Ansar abandonarà la seva germana Suhara o no? Aqurest va ser el tema de discussió entre els illencs. Mentrestant, Fida resorgeix de les cendres com una au fènix i decideix tirar endavant en aquest món amb el seu fill il·legítim i criar-lo com a pietós i bon musulmà.

## Repartiment
- Ansar: Musthafa
- Fida: Srinda Arhaan
- Suhara: Mythili
- Haris (amic): Binoy Nambala
- Umma (Ansar): Sethulekshmi Amma
- Hamsa (conductor): Munshi Dileep
- Ahemed Haji (pare de la Fida): Kottayam Padman
- Umma (Fida): Durga
- Subair (germà de la Fida): Yassar (d'Andrott, Lakshadweep)
- Agent: Rishin Sali
- Fathimathatha: Lakshmi S.
- Sunaina (dona de Subair): Sumaya (d'Andrott, Lakshadweep)
- Filla de Subair: Siyana (de Kavaratti, Lakshadweep)
- Advocat: P.I.Kunjikoya (d'Andrott, Lakshadweep)
- Asees (Cicle Shope): Sajad Brillant (d'Andrott, Lakshadweep)
- Thangal: Bamban Kattupuram (d'Andrott, Lakshadweep)
- Mukri: Fakrudheen (d'Andrott, Lakshadweep)
- Koya: Noor Varnalayam (d'Andrott, Lakshadweep)
- Doctora: Gayathri
- Membre de la sala: Awri Rahman (d'Amini, Lakshadweep)

## Premis i nominacions
| Any  | Premi                                         | Categoria                                | Nominació | Resultat  | Ref.   |
| ---- | --------------------------------------------- | ---------------------------------------- | --------- | --------- | ------ |
| 2018 | Premis del Cinema Nacional                    | Millor pel·lícula en jasari              | Sinjar    | Guanyador | [ 2 ]  |
| 2018 | Premis del Cinema Nacional                    | Millor pel·lícula de debut d'un director | Sinjar    | Guanyador | [ 2 ]  |
| 2018 | Festival de Cinema Internacional de Lake City | Millor pel·lícula                        | Sinjar    | Guanyador |        |
| 2018 | Festival de Cinema Internacional de Lake City | Millor fotografia                        | Sinjar    | Guanyador |        |
| 2018 | Festival de Cinema Internacional de Shimla    | Millor pel·lícula                        | Sinjar    | Guanyador | [ 11 ] |
| 2019 | Festival de Cinema Internacional del Canadà   | Millor pel·lícula                        | Sinjar    | Guanyador |        |